# Başak
Başak (türk. für „Ähre“; als Tierkreiszeichen: „Jungfrau“) ist ein türkischer weiblicher Vorname, der auch als Familienname auftritt.
In der Schreibweise Basak handelt es sich hingegen um einen türkischen männlichen Vornamen mit der Bedeutung „fest, solide, zuverlässig; standhaft“.

## Namensträger

### Vorname
- Başak Akbaş (* 2000), türkische Tennisspielerin
- Başak Eraydın (* 1994), türkische Tennisspielerin
- Başak Türkoğlu (* 1968), türkische Diplomatin

### Familienname
- Chris Başak (* 1978), US-amerikanischer Baseballspieler
- Rasim Başak (* 1980), aserbaidschanisch-türkischer Basketballspieler